# Rudolf Kvasnica
Rudolf Kvasnica (9. září 1895 Rojetín v okrese Žďár nad Sázavou – 18. prosince 1986 Brno) byl český dirigent, varhaník, skladatel.

## Život
Jako hoch hrál ve venkovské kapele, po studiu na brněnské Varhanické škole Leoše Janáčka (1912–1915) byl ředitelem kůru v Zábrdovicích (1915–1916) a pro jeho potřebu též komponoval chrámové skladby. V dirigování se zdokonaloval ve Vídni u Oskara Nedbala (1917), poté ještě studoval dirigování u Františka Neumanna a skladbu u Leoše Janáčka na brněnské konzervatoři (1919–1920). V letech 1920-46 byl zprvu sbormistrem, od roku 1924 dirigentem Národního divadla (od roku 1931 Zemské divadlo) v Brně, kde se věnoval především operetnímu žánru. Zasloužil se o vznik nynější zlínské Filharmonie Bohuslava Martinů, kde byl šéfdirigentem v letech 1946–1954. Poté byl do roku 1960 šéfdirigentem Hudebního divadla v Karlíně. Uplatnil se též jako dirigent při vystoupeních ruského baletu v Londýně (1935), v Berlíně (1936), Paříži a Bruselu (1936 a 1947). Kromě již zmíněných chrámových skladeb (mj. složil čtyři mše) složil 6 operet, písně, sbory a drobné klavírní skladby.

## Dílo

### Operety

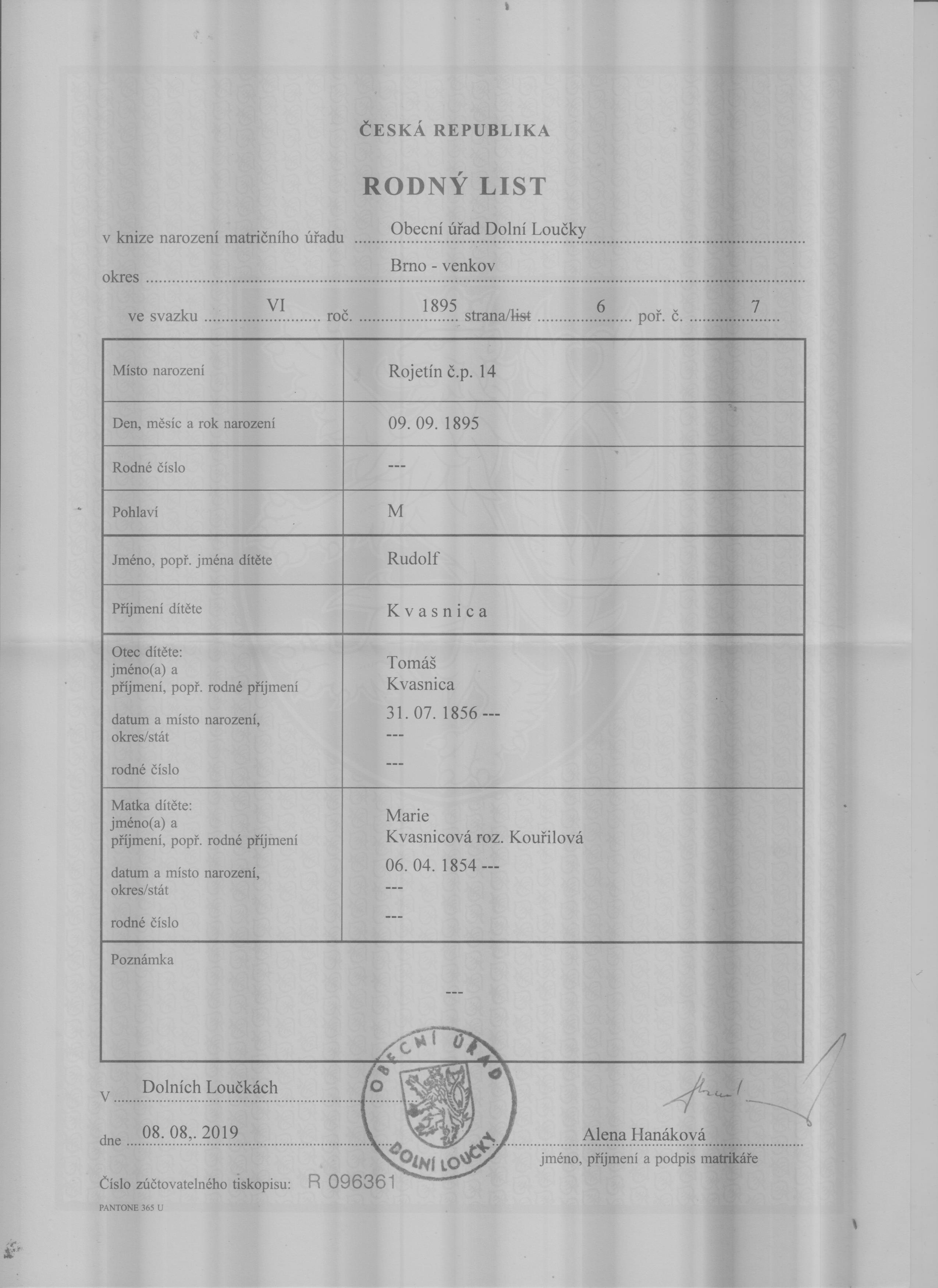
Rudolf Kvasnica – rodný list

- Pojďte k nám aneb Špilberku zelený (Brno 1928)
- Ide Marina (Brno 1930)
- Další, prosím (Brno 1934, Praha 1936)
- Šavlenka broušená (Brno 1937)
- Bílé růže (Brno 1939)
- Letní bouře (Brno 1946)